# 포자도

포자도의 위치

포자도(이탈리아어: Provincia di Foggia)은 이탈리아 풀리아주의 도이다. 도청 소재지는 포자이다. 면적은 7,190 km2, 인구는 686,856(2005)이다.